# ایستگاه جویس–کولینگوود
ایستگاه جویس–کولینگوود (انگلیسی: Joyce–Collingwood station) یک ایستگاه مرتفع در خط اکسپو (اسکای‌ترین)، بخشی از سیستم حمل و نقل سریع مترو ونکوور اسکای‌ترین (ونکوور) است. این ایستگاه در خیابان جویس در خیابان وننس، در محله رنفرو-کولینگوود ونکوور، بریتیش کلمبیا، کانادا واقع شده‌است.